# Perre
Perre ist eine Gemeinde im Norden Portugals.

## Geschichte
Hier bestand eine befestigte Siedlung der Castrokultur, die von den ankommenden Römern vermutlich im 1. Jh. v. Chr. romanisiert wurde. An der Ausgrabungsstelle in Vieito wurden bedeutende Amphorenfunde gemacht. Der Ort wurde vermutlich im Verlauf der Reconquista neu besiedelt. In den königlichen Erhebungen von 1258 wird Perre bereits als eigenständige Gemeinde geführt.

## Verwaltung
Perre ist Sitz einer gleichnamigen Gemeinde (Freguesia) im Kreis (Concelho) von Viana do Castelo, im Distrikt Viana do Castelo. Es gehört zur Unterregion Minho-Lima. In der Gemeinde leben 2772 Einwohner (Stand: 19. April 2021).
Folgende Ortschaften liegen in der Gemeinde Perre:
| - Costa - Felgueira - Freixo - Madorra - Monção | - Nina - Pene - Perre - Pisco - Portela | - Portelas - Rocha - São Gil - Vieito - Vila-Meã |

## Söhne und Töchter der Gemeinde
- Aníbal do Paço Quesado (1931–2011), portugiesischer Archäologe, wirkte vor allem in Deutschland